# Gunhed
Gunhed (ガンヘッド?, Ganheddo) è un film del 1989 diretto da Masato Harada.
Pellicola giapponese di fantascienza con protagonisti Masahiro Takashima e Brenda Bakke.

## Trama
Nel 2025, una banda di cacciatori di tesori si infiltra nel complesso del super computer Kyron-5, che ha deciso di distruggere il genere umano perché considerato obsoleto, alla ricerca del Texmexium, un minerale molto raro e prezioso.
Il gruppo viene sterminato dalle difese automatiche dell'edificio: solo il meccanico della banda, Brooklyn, sopravvive.
Successivamente Brooklyn incontra un Texas Air Ranger e due bambini (Seven ed Eleven) che vivono nelle rovine del complesso. Dovranno fuggire vivi dal complesso e avvertire il genere umano della minaccia di Kyron-5 e dal suo esercito di robot.
Brooklyn si imbatte nel GUNHED (Gun Unit Heavy Elimination Device), un potente robot da combattimento e lo rimette in funzione.
Nel frattempo Babe, un membro della banda a cui apparteneva Brooklyn, viene tramutata in un pericoloso bio droide che brama il Texmexium.
Per salvare Babe e distruggere Kyron-5, Brooklyn deve superare le sue paure e pilotare il GUNHED.

## Produzione
Il film doveva in origine chiamarsi Godzilla 2 ed era concepito come seguito de Il ritorno di Godzilla (1984), dove il re dei mostri Godzilla doveva combattere contro un supercomputer, ma poi si è decise di convertire il progetto in Godzilla contro Biollante.
Il Gunhed è disegnato da Shoji Kawamori.